# Fédération Internationale des Sociétés Magiques
A FISM (Fédération Internationale des Sociétés Magiques) ou FISM (Federação Internacional das Sociedades Mágicas) foi fundada em 1948, e é uma das mais respeitadas organizações da comunidade mágica. Trata-se de um organismo internacional que coordena os clubes e federações de ilusionistas de todo o mundo, representando aproximadamente 50.000 mágicos de 43 países.
A cada três anos, esta instituição organiza o "Campeonato do Mundo de Mágia FISM (World Championships of Magic)", tendo o penúltimo campeonato sido realizado em 2012 em Blackpool, Inglaterra. e o último em 2015 na cidade de Rimini, Itália.

## Organização
A FISM é organizada em cada continente com as seguintes nomenclaturas: 
- FISM AFRICA
- FISM ASIA
- FISM EUROPE
- FISM LATIN AMERICA
- FISM NORTH AMERICA
- FISM OCEANIA

Por meio de campeonatos continentais, cada federação é responsável pela organização e seleção dos artistas para o "Campeonato do mundo de Magia FISM" que ocorre a cada três anos em um país diferente. As competições são divididas em duas categorias principais: mágica de palco(teatro) e mágica de proximidade(close-up). Desse modo, elas são moduladas nas seguintes sub-categorias:

1) Stage Magic Performances (teatro)
- Manipulação
- Magia Geral
- Grandes ilusões
- Magia Cômica
- Mentalismo

2) Close-up Magic Performance (proximidade)
- Cartomagia
- Micromagia
- Mágica de Salão

Basicamente, os artistas selecionados para competição apresentam um repertório durante cerca de 10 minutos para um júri especializado. As "rotinas" ou atos teatrais apresentados são avaliados nos seguinte quesitos: originalidade, técnica, apresentação, impressão artística, capacidade de entretenimento e criação de atmosfera mágica. 